# Josefa
Ženské jméno Josefa (také Jozefa) je ženská obdoba mužského jména Josef, jenž v židovské tradici označuje jednoho z patriarchů izraelského národa (konkrétně kmene Josef), syna Jákobova. Jméno se kromě češtiny používá např. ve španělštině, portugalštině nebo němčině. Další obdobou jména je Josefína.

## Josefa v jiných jazycích
- ukrajinsky: Yosipa, Osipa, Yuzefa
- polsky: Józefa
- rusky: Юзефа
- slovensky: Jozefa'

## Jmeniny
- v českém kalendáři: 19. března
- v slovenském kalendáři: 6. srpen
- v římskokatolickém církevním kalendáři: 19. března (Josef, Ježíšův pěstoun), 23. června (Josef Cafasso), 1. května (Josef dělník), 18. září (Josef Kupertinský)

## Známé Josefy
- Josefa Andrés Barea – španělská politička
- Josefa de Óbidos – španělská malířka
- Josefa Humpalová-Zemanová – česko-americká feministka
- Josefa Idem – italská kanoistka a politička
- Josefa Náprstková – česká sběratelka
- Josefa Pla Marco – španělská fotografka
- Josefa Pedálová – česká řeholnice a spisovatelka